# II (àlbum de Stratovarius)
II, també conegut com a Stratovarius II, és el segon àlbum d'estudi de la banda de power metal finlandesa Stratovarius. L'àlbum va ser llençat al mercat exclusivament a Finlàndia, el país natal de la formació, el 20 de febrer de 1992 a través de la discogràfica Bluelight Records. L'àlbum va tenir molt poca incidència i és molt desconegut, ja que la banda el va rellençar l'octubre de 1992 a tot el mercat europeu però sota un nou nom, Twilight Time, i amb una portada completament diferent a la de II.
Per a més informació, consulteu l'entrada de Twilight Time.